# 더 킹 오브 파이터즈 '94
《더 킹 오브 파이터즈 '94》(The King of Fighters '94, 약칭 KOF '94)는 SNK가 아케이드 플랫폼 네오지오로 제작한 1994년 대전 격투 게임이다. 이후 연 단위로 개발된 《더 킹 오브 파이터즈》 시리즈의 첫번째 작품이다.
《KOF '94》는 자사의 게임 《아랑전설》 및 《용호의 권》과 과거 발매작 《사이코 솔저》와 《이카리 워리어즈》의 주인공들을 등장시킨 크로스오버 작품이다. 해당 게임들을 즐기는 플레이어들을 포섭하기 위해 제작한 타이틀로, 《아랑전설》과 《용호의 권》에서 따온 게임플레이와 한꺼번에 세 명의 팀을 짜 대전을 펼치는 전략 방식을 선보였다. 해당 인물들이 모인 동명의 격투대회 '더 킹 오브 파이터즈'와 창시자 루갈 번스타인의 음모가 주 이야기이다.
최초로 네오지오 카트리지로 발매된 후, 어레인지 사운드트랙이 포함된 네오지오 CD판이 출시됐다. 2004년에는 시리즈 10주년을 기념해 제작된 리메이크 《더 킹 오브 파이터즈 '94 리바웃》(The King of Fighters '94 Re-Bout)이 플레이스테이션 2로 일본서만 발매됐다. 이 버전에는 원작을 그대로 즐길 수 있는 기능과 고화질 그래픽이 포함됐다.

## 줄거리
자비없는 사업가이자 최강급의 싸움꾼인 루갈 번스타인은 자신의 무료함을 달래기 위해 전세계의 강자들이 모여 최고의 자리를 겨루는 새로운 '킹 오브 파이터즈' 대회를 개최한다. 대체적인 대회 진행방식은 《아랑전설》의 동명의 대회와 같으나, 여기서는 세 명의 한 그룹을 이뤄 3대3 대전을 통해 시계 최강이 누군지를 가리기로 한다.

### 등장인물
《KOF '94》에는 각 나라에 배정된 총 8개의 팀으로 구성된 24명이 등장한다. 이 게임의 주인공 팀은 일본 팀으로 쿠사나기 쿄, 니카이도 베니마루, 다이몬 고로가 있다. USA 팀은 미국 스포츠 선수들인 럭키 글로버, 헤비 D!, 브라이언 배틀러로 구성됐다.
나머지 출연진은 이전 SNK 게임에 기반하고 있다. 이탈리아 팀엔 SNK 격투 게임 《아랑전설》의 세 주인공(테리 보가드, 앤디 보가드, 히가시 조)이 있다. 멕시코 팀엔 다른 SNK 격투 게임 《용호의 권》의 극한류 사용자 사카자키 료, 로버트 가르시아, 사카자키 타쿠마가 있다. 한국 팀엔 《아랑전설 2》에 등장한 김갑환과 그가 갱생시킨 범죄자 최번개와 장거한이 있다. 영국 팀엔 《아랑전설》과 《용호의 권》에 나온 여성 싸움꾼 마이 시라누이, 사카자키 유리와 킹이 있다. 중국 팀은 슈팅 게임 《사이코 솔저》에 등장하는 아사미야 아테나와 시이 켄수, 그리고 그들의 스승 친 겐사이로 구성됐다. 브라질 팀은 런 앤 건 게임 《이카리 워리어즈》의 랄프 존스, 클락 스틸과 상관 하이데른이 있다.
| 주연 팀(일본)                                   | 아랑전설 팀(이탈리아)                     | 용호의 권 팀(멕시코)                              | 이카리 워리어즈 팀(브라질)         | 사이코 솔저 팀(중국)                      |
| ----------------------------------------------- | ----------------------------------------- | ------------------------------------------------- | ---------------------------------- | ----------------------------------------- |
| - 쿠사나기 쿄 - 니카이도 베니마루 - 다이몬 고로 | - 테리 보가드 - 앤디 보가드 - 조 히가시   | - 료 사카자키 - 로버트 가르시아 - 타쿠마 사카자키 | - 클락 스틸 - 랄프 존스 - 하이데른 | - 아사미야 아테나 - 시이 켄수 - 친 겐사이 |
| 여성부 팀(영국)                                 | 아메리칸 스포츠 팀(미국)                  | 한국태권 팀(한국)                                 | 기타(검은 북)                      | 기타(검은 북)                             |
| - 유리 사카자키 - 킹 - 시라누이 마이            | - 헤비 D! - 럭키 글로버 - 브라이언 배틀러 | - 김갑환 - 장거한 - 최번개                        | - 루갈 번스타인 - 쿠사나기 사이슈  | - 루갈 번스타인 - 쿠사나기 사이슈         |

1. ↑  《더 킹 오브 파이터즈 '94 리바웃》에서 추가

## 게임플레이
《더 킹 오브 파이터즈 '94》는 격투 게임 사상 최초로 캐릭터를 한꺼번에 3명을 골라 상대방 팀과 붙는 팀 배틀 시스템을 갖췄다. 다른 대전 게임과는 달리 한 개인이 아닌 세 명으로 구성된 팀 전체을 선택해야 한다. 이 게임에선 총 8개의 팀을 선택할 수 있다. (리메이크판 《더 킹 오브 파이터즈 '94 리바웃》에선 개별로 세 명을 선택가능하다.) 경기를 시작하기 전에 내보낼 팀원 순서를 정한 후, 처음 고른 캐릭터끼리 붙는 것으로 경기가 시작된다. 플레이어 캐릭터들 중 하나가 쓰러지면 다음 팀원이 나와 속개하는 것으로 게임이 진행된다. 상대방 플레이어 캐릭터를 쓰러뜨리면 보너스로 자신의 캐릭터 체력이 일부 회복된다. 또한 아직 나오지 않은 팀원을 순간 경기에 개입시켜 상대를 방해하는 것도 가능하다. 한쪽이 고른 팀원 세 명이 모두 졌을 경우 경기가 끝난다.
《KOF '94》는 이전 SNK 격투 게임 《아랑전설》, 《용호의 권》, 《사무라이 쇼다운》및 ADK 격투게임 《월드 히어로즈》에서 영향받은 따온 격투 시스템을 도입했다. 《아랑전설 2》의 4버튼 체계를 그대로 가져와 네오지오 기판의 네 버튼으로 각각 약펀치 (A), 약킥 (B), 강펀치 (C), 강킥 (D)을 수행한다. 또한 약펀치와 약킥을 동시에 누르면 상대방의 공격을 무시하는 회피기를 쓸 수 있고, 강펀치와 강킥을 같이 누르면 상대방을 화면 멀리 날리는 강한 공격을 한다. 그외에 특정한 조이스틱 움직임와 버튼 조합을 수행함으로써 각 캐릭터마다 보유하는 특수기술을 사용할 수 있다.
회피기는 원래 《아랑전설 스페셜》에서 오직 로렌스 블러드만 사용할 수 있었던 스킬이었지만 더 킹 오브 파이터즈 94에서는 이를 모든 캐릭터들이 사용하도록 변경했다. 또한 3vs3 방식의 대전은 《월드 히어로즈 제트》의 조별리그 방식을 벤치마킹했다. 월드 히어로즈의 조별리그는 다음과 같았다.
- A조: 이즈모 료코, 징기츠칸, 잔느
- B조: 머드맨, 브로켄, 라스푸틴
- C조: 죠니 맥시멈, 머슬 파워, 에릭
- D조: 슈라, 드래곤 킴, 후마 코타로
- 1차 중간보스: 캡틴 키드
- 2차 중간보스: 핫토리 한조
- 3차 중간보스: 잭 더 리퍼
- 4차 중간보스: 여포
- 최종보스: 제우스

단, 아군이든, 적이든 간에 똑같이 3명이므로 승리를 하면 체력이 모두 회복되는 것이 아니라 아주 조금만 회복되었다.
각 플레이어가 가진 파워 게이지는 화면 밑에 표시되는데, 캐릭터가 공격을 막거나 피해를 입을 때마다 조금씩 채워진다. 약펀치, 약킥, 강펀치 세 버튼을 눌러 직접 모을 수도 있으나, 이 때엔 방어를 못하는 무방비 상태가 된다. 파워 게이지가 꽉 찬 상태일 땐 플레이어 캐릭터의 공격력이 제한된 시간동안 늘어난 상태가 된다. 이 때 파워 게이지 전체를 소비해서 상대방에게 큰 피해를 입히는 필살기가 사용 가능하다. 이 필살기는 플레이어의 체력이 25% 이하가 돼 체력바가 붉게 깜빡일 때도 사용할 수 있다. 상대방헤게 도발을 사용하면 상대의 파워 게이지를 낮추는 것도 가능하다.
최종 보스는 오직 루갈 번스타인 단 한 명만 나오지만 매우 강하다.

## 평가
| 통합 점수       | 통합 점수        |
| 통합사          | 점수             |
| --------------- | ---------------- |
| 게임랭킹스      | 79.20% (Neo Geo) |
| 평론 점수       |                  |
| 평론사          | 점수             |
| 올게임          | (Neo Geo)        |
| 유로게이머      | 8/10 (Wii)       |
| 패미츠          | 26/40 (Neo Geo)  |
| IGN             | 8.0/10 (Wii)     |
| ONM             | 81%              |
| Next Generation | (Arcade)         |

| 수상   | 수상                                                     |
| 평론사 | 수상                                                     |
| ------ | -------------------------------------------------------- |
| EGM    | "Best Fighting Game of 1994" "Best Neo-Geo Game of 1994" |